# 関内侯
関内侯（かんだいこう）は漢王朝の爵位。
漢の二十等爵における十九番目であり、その上には列侯があるだけである。
名前の由来は、「侯の称号はあっても封国がなく関内（函谷関以西。秦の元々の領土）に居るから」（『漢書』顔師古注）、「関内の邑の租税を得るから」（『続漢書』注引如淳）、「秦が六国を滅ぼす以前、将帥の家は関内にあったから」（『続漢書』注引荀綽『晋百官表注』）、「秦は関内を直轄領としていたため」（『続漢書』劉昭注）など諸説ある。
列侯との違いとして師古注では基本的に食邑が与えられず、特別として関内の邑の租税のみを与えられることがあるとしている。しかし関内侯に食邑が与えられた例は多数あり、この解釈は誤りとされる。関内侯と列侯との間に実利的な意味での違いは無かったが、韋玄成が関内侯に落とされた時にその嘆きを詩に読んだ史実が示すように、実利を超越して爵制における最高位と十九位の差は大きかったと考えられる。
後漢末、曹操が漢朝の実権をにぎるとその爵制を改め、関内侯位を4等級に細分化する。爵位名の変更をふくみ、高い順から、関内侯、名号侯、関中侯、関外侯とした。建安20年(215年)冬10月のことである。なお、関外侯の下は爵15等の五大夫。列侯から五大夫までの魏朝における官爵六等を定めた。